# Ustilago cynodontis
Ustilago cynodontis är en svampart som först beskrevs av Giovanni Passerini, och fick sitt nu gällande namn av Henn. 1893. Ustilago cynodontis ingår i släktet Ustilago och familjen Ustilaginaceae.   Inga underarter finns listade i Catalogue of Life.

## Källor

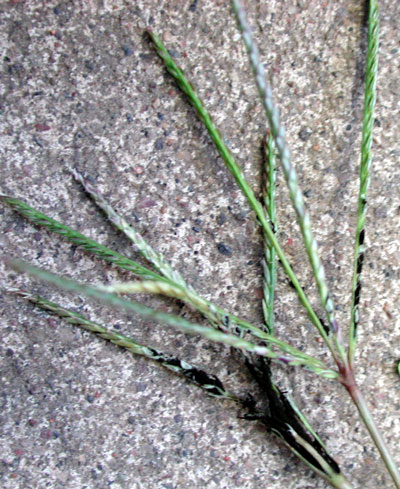